# Большеантибесское сельское поселение
Большеантибе́сское се́льское поселе́ние — упразднённое муниципальное образование в Мариинском районе Кемеровской области. Административный центр — село Малый Антибес.
С 1 июня 2021 года упразднено в связи с преобразованием района в Мариинский муниципальный округ.

## История
Большеантибесское сельское поселение образовано 17 декабря 2004 года в соответствии с Законом Кемеровской области № 104-ОЗ. 

## Население
| 2010 | 2011  | 2012 | 2013 | 2014 | 2015 | 2016 |
| ---- | ----- | ---- | ---- | ---- | ---- | ---- |
| 1000 | →1000 | ↘965 | ↘956 | ↘934 | ↘913 | →913 |
| 2017 | 2018  | 2019 | 2020 | 2021 |      |      |
| ↘910 | ↘900  | ↘890 | ↘883 | ↘568 |      |      |

## Состав
| № | Населённый пункт | Тип населённого пункта       | Население |
| - | ---------------- | ---------------------------- | --------- |
| 1 | Большой Антибес  | село                         | 396       |
| 2 | Заречный         | посёлок                      | 138       |
| 3 | Кайдулы          | деревня                      | 115       |
| 4 | Малый Антибес    | село, административный центр | 238       |
| 5 | Подъельники      | село                         | 75        |
| 6 | Юрьевка          | деревня                      | 38        |